# Френк Вотсон Дайсон
Фре́нк Во́тсон Да́йсон (англ. Sir Frank Watson Dyson; 8 січня 1868, Мешем, Лестершир, Англія — 25 травня 1939) — англійський астроном XIX—XX століть, Королівський астроном у 1910—1933.

## Біографія
Френк Вотсон Дайсон народився 8 січня 1868 року у Мішемі (Лестершир), у 1889 закінчив Триніті-коледж Кембриджського університету, де вивчав математику та астрономію.
У 1905—1910 — Королівський астроном Шотландії, у 1910—1933 — Королівський астроном, директор Гринвіцької обсерваторії. У 1928 році встановив в обсерваторії маятниковий годинник, який дозволив вести відлік часу із вищою точністю. Також запропонував використовувати сигнали перевірки точного часу (Greenwich Time Signal), що почали передаватись через радіо BBC з 5 лютого 1924 і генерувались аж до 1990 року.

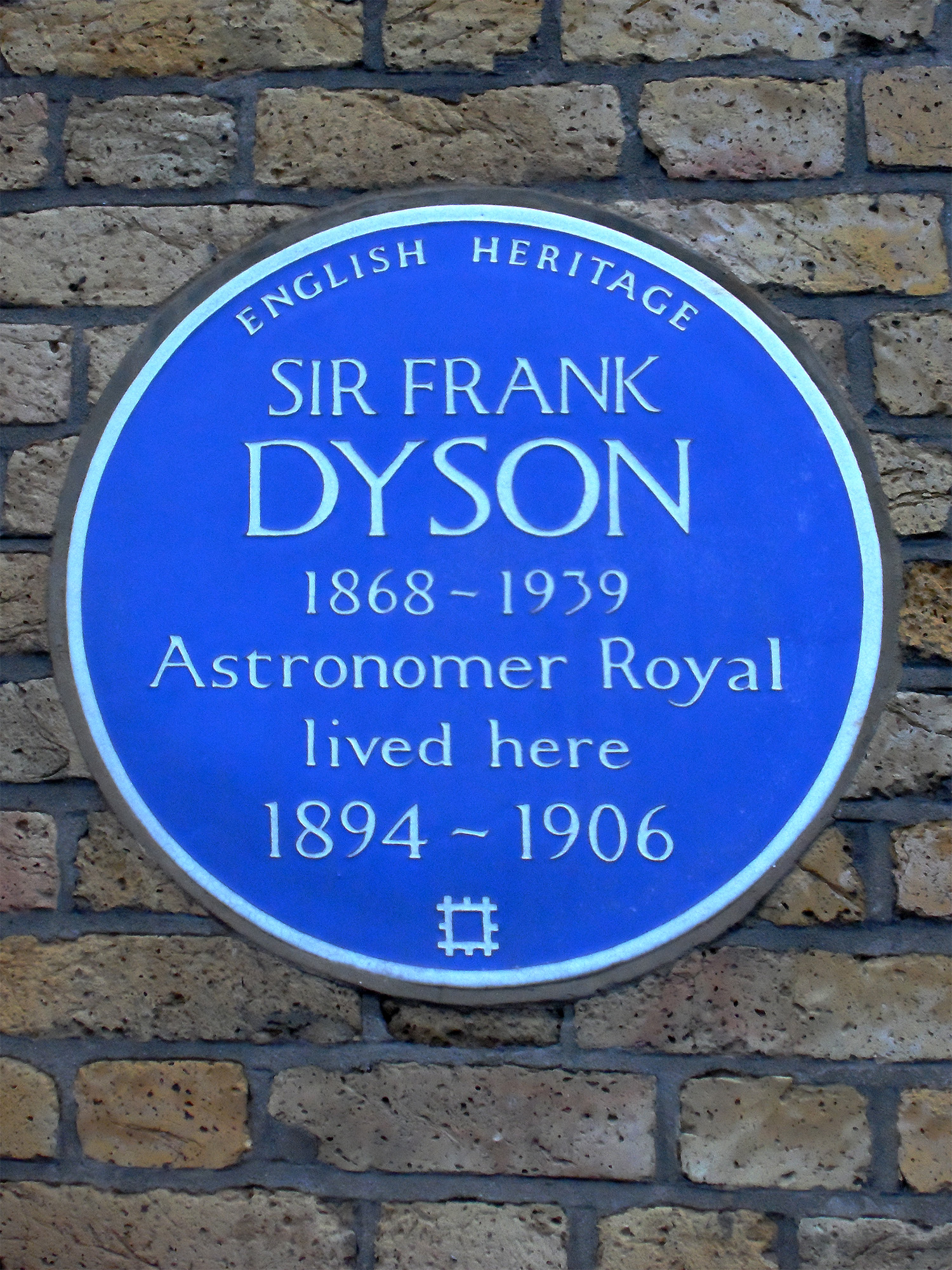
Меморіальна таблиця на будинку, де мешкав Френк Дайсон

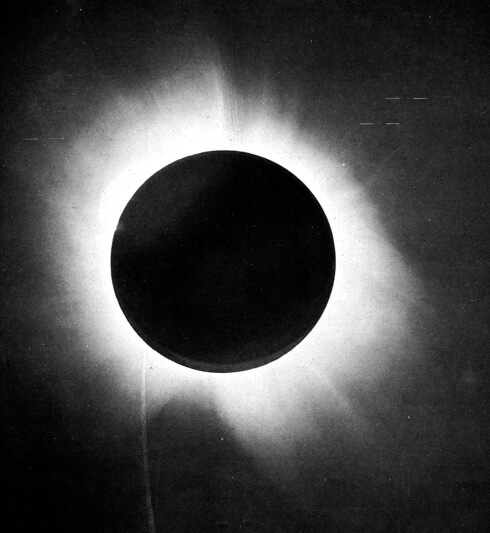
Світлина сонячного затемнення, зроблена під час експедиції 1919 року

Основні наукові праці вченого стосуються вивчення сонячних затемнень і спектру корони та хромосфери. У 1919 організував експедиції для спостереження сонячного затемнення у Бразилії та Принсіпі, результати яких підтвердили загальну теорію відносності фізика-теоретика Альберта Ейнштейна.
Сер Френк Вотсон Дайсон помер під час подорожі з Австралії до Англії 25 травня 1939 року і був похований в морі.

## Сімейний стан
У 1894 році він одружився з Керолайн Біссет Бест (померла у 1937 році), дочкою Палемона Беста, з якою вмав двох синів і шість дочок.

## Титули, нагороди та вшанування пам'яті
Член Лондонського королівського товариства (1901), президент Королівського астрономічного товариства (1911—1913), президент Британської астрономічної асоціації (1916—1918), член-кореспондент Петербурзької академії наук (1915).
Медаль Кетрін Брюс (1922), Золота медаль Королівського астрономічного товариства (1925), Королівська медаль Лондонського Королівського товариства (1921), посвячений у лицарі (1915), Орден Британської імперії (Лицар-Командор) — 1926, Президент Інституту фізики (1927—1929).
На його честь названо кратер на Місяці і астероїд (1241 Дізона).

## Публікації
- A Determination of the Deflection of Light by the Sun's Gravitational Field, from Observations Made at the Total Eclipse of May 29, 1919 by F. W. Dyson, A. S. Eddington, and C. Davidson, Philosophical Transactions of the Royal Society of London. Series A, Containing Papers of a Math. or Phys. Character, vol. 220, pp. 291—333, 1920
- Frank Dyson Astronomy. — London, Dent, 1910. — 268 p.